# Exterior-Gateway-Protokoll
Ein Exterior-Gateway-Protokoll (EGP) dient dazu, Erreichbarkeitsinformationen zwischen autonomen Systemen (AS) auszutauschen, d. h. Informationen darüber, welche Netze erreichbar sind.
Die Router der autonomen Systeme setzen diese Daten dann in interne Routing-Informationen für Intradomain-Routingprotokolle wie OSPF oder Routing Information Protocol (RIP) um.

## Funktionen
Ein EGP hat drei wesentliche Funktionen:
- Nachbarn festlegen: Zwei Router aus zwei verschiedenen AS verständigen sich miteinander, ob sie EGP-Partner werden wollen.
- Erreichbarkeit der Nachbarn: In bestimmten Zeitintervallen wird überprüft, ob die EGP-Partner noch erreichbar sind.
- Erreichbarkeit von Netzwerken: EGP-Partner erhalten auf Anfrage eine Liste von erreichbaren Netzwerken in den autonomen Systemen der Nachbarn. Dies ist die Hauptaufgabe von EGP.

## Geschichte
Das ursprüngliche Exterior-Gateway-Protokoll wurde Anfang der 1980er Jahre von Eric C. Rosen und David L. Mills spezifiziert. Dieses Protokoll wird heute nicht mehr verwendet, allerdings wurde sein Name im Laufe der Zeit zum generellen Begriff für die oben beschriebene Klasse von Routing-Protokollen verallgemeinert.
Nachfolger des ursprünglichen EGP ist das Anfang der 1990er Jahre entwickelte Border Gateway Protocol (BGP), das bis heute eingesetzt wird. Als intelligentes Protokoll ist es in der Lage, Routenoptimierung auf Basis bereits vorhandener EGP-Daten zu betreiben und dadurch Zeitverluste beim Aufbau neuer Routen auf ein Minimum zu reduzieren.